# Philip Due Schmidt
Philip Due Schmidt (Kopenhagen, 10 februari 1997) is een Deense langebaanschaatser. Hij is de jongere broer van de eveneens schaatsende Deen Stefan Due Schmidt.
Een week voor de WK afstanden 2023 kreeg Due Schmidt een epileptische aanval van twintig uren. Na het herstel vreesde men voor hersenschade, maar hij herstelde hiervan.

## Persoonlijke records
| Afstand     | Tijd     | Datum            | Baan           |
| ----------- | -------- | ---------------- | -------------- |
| 500 meter   | 38,11    | 16 januari 2021  | Heerenveen     |
| 1000 meter  | 1.13,61  | 31 augustus 2019 | Salt Lake City |
| 1500 meter  | 1.50,72  | 13 december 2020 | Inzell         |
| 3000 meter  | 3.51,36  | 22 november 2020 | Inzell         |
| 5000 meter  | 6.26,98  | 10 december 2021 | Calgary        |
| 10000 meter | 13.39,60 | 22 februari 2020 | Inzell         |

(laatst bijgewerkt: 1 januari 2025)

## Resultaten
| Jaar | EK Allround             | WK Afstanden     | WK Junioren |
| ---- | ----------------------- | ---------------- | ----------- |
| 2015 |                         |                  | 22e 5000m   |
|      |                         |                  |             |
| 2019 | NC16 (17e, 16e, 17e, -) |                  |             |
|      |                         |                  |             |
| 2021 | NC19 (18e, 16e, 19e, -) | HF DQ massastart |             |
|      |                         |                  |             |
| 2025 | NC15 (16e, 17e, 16e, -) |                  |             |

(#, #, #, #) = afstandspositie op allroundtoernooi (500m, 5000m, 1500m, 10000m).